# Hugo von Schärfenberg
Hugo von Schärfenberg († 1359) war 1359 Bischof von Chiemsee.

## Leben
Hugo entstammte dem Geschlecht der Herren von Schärfenberg (jetzt Svibno/Slowenien), die als Ministeriale der Grafen von Görz Bedeutung erlangten. Hugos Geburtsjahr und -ort sind nicht bekannt. Belegt ist, dass er um 1320 Domizellar und 1357 Domherr von Salzburg war.
Nach dem Tod des Chiemseer Bischofs Gerhoh von Waldeck 1359 ernannte der Salzburger Erzbischof Ortolf von Weißeneck Hugo von Schärfenberg zu dessen Nachfolger. Kurze Zeit später starb Bischof Hugo. Es ist nicht bekannt, wo sein Leichnam bestattet wurde.